# Eichorst Island
Eichorst Island är en ö i Antarktis. Den ligger i havet utanför Västantarktis. Argentina, Chile och Storbritannien gör anspråk på området.